# Albrecht-emlékjelvény
Az Albrecht-emlékjelvény (németül: Erinnerungszeichen an Feldmarschall Erzherzog Albrecht) egy osztrák-magyar katonai kitüntetés volt, amelyet 1899-ben I. Ferenc József császár Habsburg–Tescheni Albert főherceg emlékére alapított.

## Története
Az emlékjelvényt 1899. május 21-én alapította az uralkodó, ezen a napon leplezték le Bécsben Albert főherceg lovas szobrát. Mindösszesen 34 példányt adományoztak belőle, azok a tisztek kaphatták meg, akik a főherceg mellé voltak szolgálattételre beosztva. Az alapításkor kiadott legfelsőbb kézirat megfogalmazása szerint:
...azon kevés számú még életben levő tisztek [...] kik azon szerencsében részesültek, hogy a megdicsőült Albrecht főherczeg tábornagyhoz személyes szolgálattétel révén közel állottak. 

## A kitüntetés leírása
A jelvény babérkoszorút formáz, felette koronával. A koszorú közepén két keresztezett marsallboton egy a betű van elhelyezve. A jelvény ezüstből készült, feltűzős kivitelben, a jobb oldalon kellett viselni. A kitüntetések rangsorában megalapításakor a Jubileumi Érmek mögé sorolt, ennek azonban a jelvényforma miatt csak elméleti jelentősége volt.

## A kitüntetést elnyert személyek[3][4]
Ez a szakasz egyelőre erősen hiányos. Segíts te is a kibővítésében!

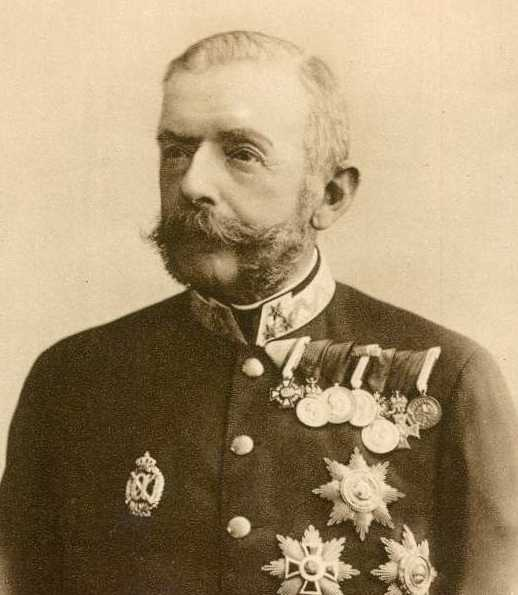
Friedrich von Beck a cs. és kir. 47. gyalogezred ezredesi egyenruhájában, az Albert főherceg tábornagy Emlékjelvénnyel

- Friedrich von Beck a cs. és kir. 47. gyalogezred ezredesi egyenruhájában, az Albert főherceg tábornagy EmlékjelvénnyelFriedrich von Beck báró (1830-1920) táborszernagy
- Ludwig Breda (1848-1906) ezredes
- Ernst Chotek gróf (1844-1927) ezredes
- Guido Dubsky von Trzebomyšlic gróf (1835-1909) vezérőrnagy
- Victor Dubsky von Trzebomyšlic gróf (1834-1915) altábornagy
- Ferdinand Franz báró (1829-1915) altábornagy[5]
- Ludwig Fischer-Colbrie (1843-1916) vezérőrnagy
- Johann Groller von Mildensee (1834-1918) altábornagy
- Theodor Hanke (1852-1905) alezredes[6]
- Victor von Koller (1857-1925) ezredes
- Anton Malowetz von Malowitz und Kosoř báró (1846-1905) altábornagy
- Alois Paar gróf (1840-1909) altábornagy
- erdődi Pálffy András gróf (1839-1902) lovassági tábornok
- erdődi Pálffy-Daun Vilmos gróf és thianoi herceg (1836-1907) címzetes vezérőrnagy
- Eugen Piret de Bihain Eugen báró (1821-1902) lovassági tábornok
- Franz Schönaich (1844-1916) altábornagy
- Wladimir von Spinette báró (1833-1906) altábornagy
- szmrecsányi Szmrecsányi István (1843-1917) vezérőrnagy
- Zeno Welsersheimb gróf (1835-1921) táborszernagy